# Palazzo Santucci

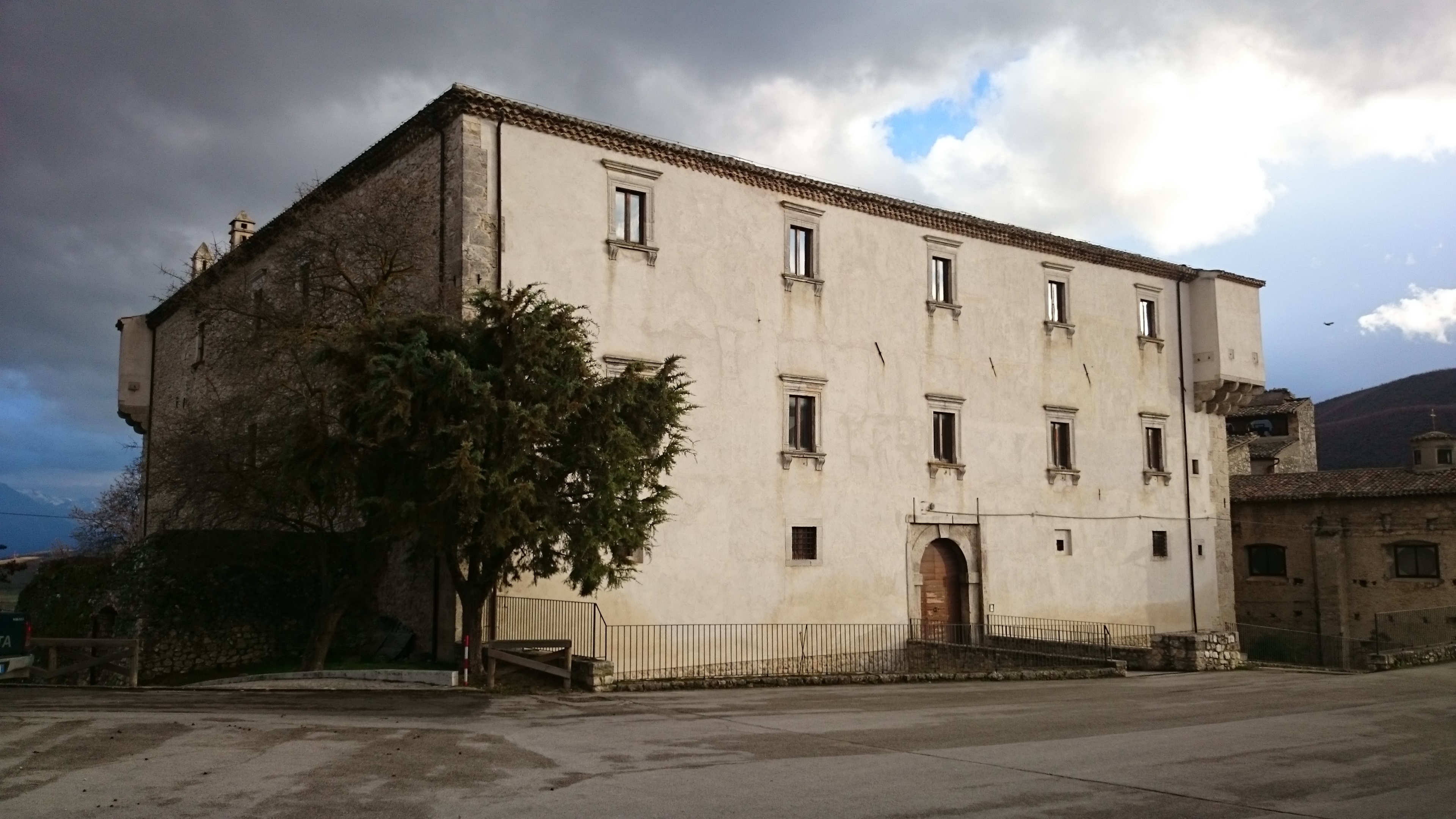
Palazzo Santucci

Der Palazzo Santucci, auch Palazzo Baronale oder früher Palazzo Trasmondi-Tomasetti, ist ein Palazzo in der italienische Gemeinde Navelli in der Provinz L’Aquila.

## Geschichte

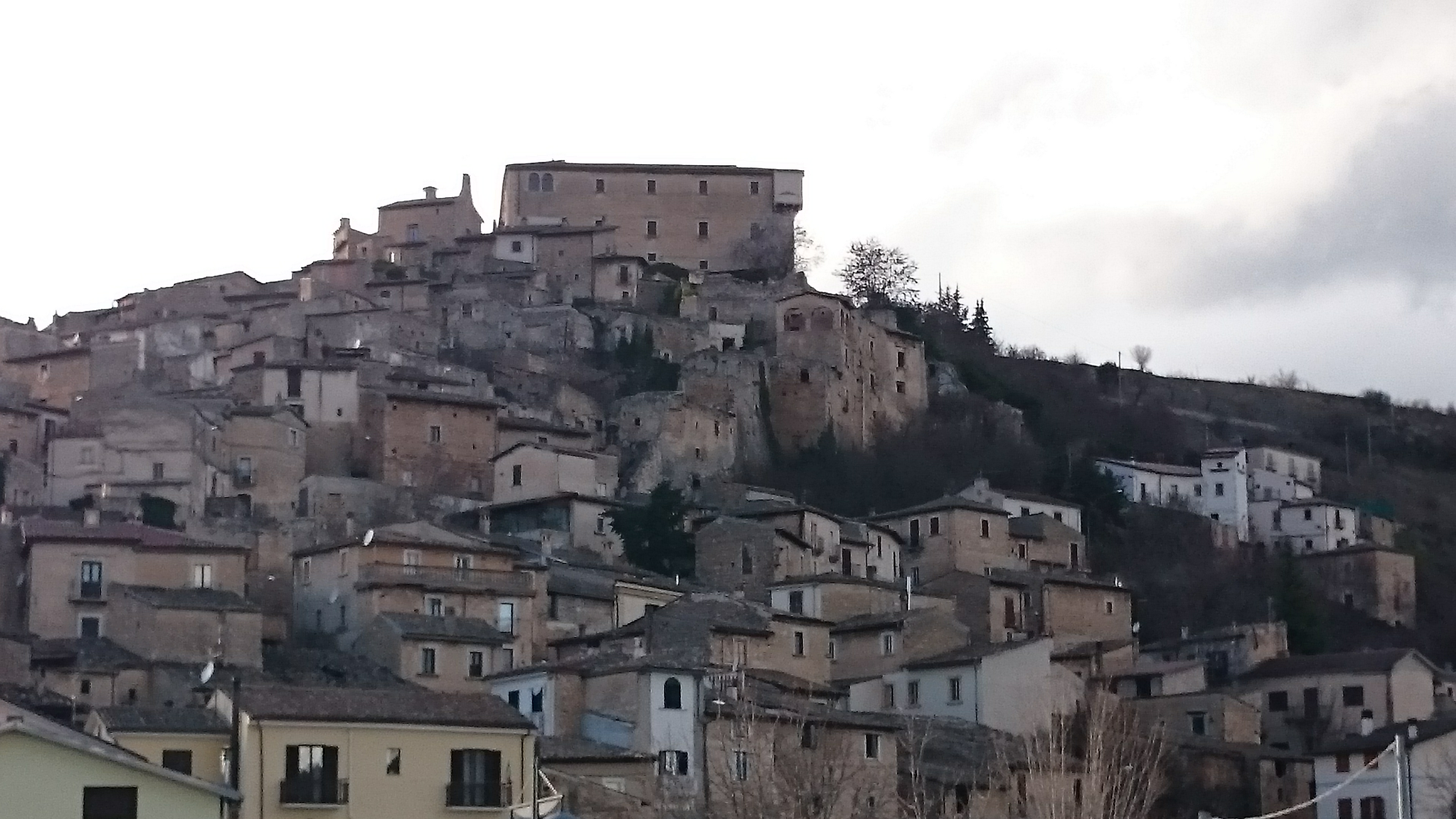
Der Palazzo Santucci über der Siedlung Navelli

Der Kern des heutigen Gebäudes stammt aus dem 8.–10. Jahrhundert, als sich aufgrund des Phänomens der Incastellamento die Bevölkerung um eine  Burg, die auf dem Hügel des heutigen Navelli entstand, ansiedelten. Die Höhenburg war von einer Kurtine umgeben, die heute vollkommen in das Innere der Siedlung integriert ist.
Auf Geheiß des Grundherrn Camillo Caracciolo entstand auf den Ruinen der alten Burg 1632 der Palazzo Baronale. Dieses Gebäude war die Residenz verschiedener Lehensherrn von Navelli, die bis zum Ende der 1700er-Jahre aufeinander folgten und von denen sein Name „Castello Trasmondi-Tomasetti“ (die Namen der letzten Feudalfamilien des Dorfes vor der Abschaffung des Feudalismus 1806) abgeleitet ist. Später nannte man den Bau „Palazzo Santucci“ nach den letzten Eigentümern.

## Beschreibung
Die Architektur des Palastes leitet sich aus einem Zusammenwirken seines Charakters als Wohnhaus und Verteidigungsbauwerk her. Die letztere Funktion erkennt man an seinen Ecktourellen.
Im Palast findet man einen großen Innenhof mit Brunnen in der Mitte. Auf der Westseite führt eine zweizügige Treppe zu einer Loggia. Um den Palast herum kann man Spuren eines Einfriedungsgrabens entdecken.